# MV Agusta Brutale 910
Die Brutale 910 ist ein Motorrad der Kategorie Naked Bikes des italienischen Herstellers MV Agusta.
Maßgeblich entwickelt wurde das Motorrad vom bekannten italienischen Motorradkonstrukteur Massimo Tamburini.
Die 910 in der Modellbezeichnung steht für den Hubraum ihres Vierzylinder-Reihenmotors, der 909,1 cm³ beträgt. Der ungewöhnliche Hubraumwert ist darauf zurückzuführen, dass der Motor aus dem 750cm³ Motor hervorgegangen ist.
Eine 1.000er-Version mit dem Motor der F4 1000 kam nicht zustande, da dieser nicht in den engeren Gitterrohr-Rahmen der Brutale gepasst hätte. Also bohrten die Ingenieure den 750er-Motor um 2,2 mm auf und verwendeten eine Kurbelwelle mit 6,3 mm mehr Hub. Letzteres bedingte um 2,6 mm kürzere Pleuel, was sich in einem raueren Motorlauf bemerkbar macht.
Im Zuge dieser Motorüberarbeitung verbesserte MV Agusta gleich mehrere technischen Daten des Motorrades, denn neben mehr Leistung (750er: 93 kW / 910er: 100 kW) und mehr Drehmoment (750er: 75 Nm / 910er: 96 Nm) wartet sie auch mit 2.637 g weniger Motorgewicht auf. Dies wurde hauptsächlich durch die Verwendung von leichteren F4 1000- im Kurbeltrieb erreicht.
Da die äußeren Abmessungen des Motors gleich geblieben waren, waren keine tiefgreifenden Eingriffe an Fahrwerk, Rahmen etc. nötig.
2006 brachte MV Agusta eine leistungsstärkere Modellvariante namens Brutale 910 R auf den Markt. Äußerlich kennzeichnend sind der rot lackierte Ventildeckel, die radial verschraubten 4-Kolben-Monoblock-Bremssättel von Brembo und die leichten Schmiederäder mit Y-Speichen – ebenfalls von Brembo.